# مجزرة عائلة كلخ
مجزرة عائلة كلخ هي مجزرةٌ ارتكبها سلاح الجوّ الإسرائيلي حينما أغارَ على منازل المدنيين في شارع المدرسة بحي الأمل غرب خان يونس فجر يوم السبت في الرابع والعشرين من أغسطس 2024. تسبّبت هذه المجزرة الإسرائيليّة والتي استهدفت منطقة حيوية في استشهاد عدد من سكان المنطقة و11 شخصاً من عائلة كَلَّخ وبإصابة 15 مواطنا على الأقل.

## خلفية الحدث
في ساعاتِ الصباح الأولى من يوم السابع من أكتوبر 2023 أطلقت حركة المقاومة الإسلامية حماس عبر ذراعها العسكري كتائب الشهيد عز الدين القسام عملية طوفان الأقصى وذلك ردًا على الاعتداءات الإسرائيلية وتدنيس الأقصى والاستمرار في الاستيطان كما أكّد على ذلك محمد الضيف القائد العام للقسّام والذي أعطى إشارة انطلاق العمليّة التي شهدت اقتحامًا من المقاومين لمستوطنات غلاف غزة ونجحوا في قتلِ عدد كبيرٍ من الجنود الإسرائيلين وأسر عشرات آخرين كما استطاعوا خلال ساعات قطع عشرات الكيلومترات ووصلوا لمستوطنات أبعد من تلك المحيطة والقريبة من قطاع غزة.
استمرَّت الاشتباكات بين الجيش الإسرائيلي وبين المقاومين في عديد من المستوطنات وعلى رأسها مستوطنة سديروت. الرد الإسرائيلي على هذه العمليّة جاء من خلال شنّ سلاح الجو الإسرائيلي عشرات الغارات العشوائيّة على القطاع متسبّبة في مقتل عشرات المدنيين وتدمير البنية التحتية لمدن القطاع، ليصل حد فرض إغلاق شامل وقطع متعمد لكل الخدمات من ماء وكهرباء وغاز وهو ما هدَّد حياة أكثر من مليونَي فلسطيني يعيشُ داخل القطاع الذي يُعاني أصلًا من تبعات الحصار الخانق عليهم منذ ستة عشر عاماً.

## الضحايا
جميع الضحايا من المدنيين فضلًا عن كونهم من عائلة واحدة قضت بعد قصف الإحتلال الإسرائيلي الذي استهدف بنايتهم السكنية وجعلها ركام، القائمة من رجال وبينهم 4 أطفال و4 نساء وهم:
1. معتصم حماد كلخ.
2. محمد حمدي كلخ.
3. معاذ حمدي كلخ.
4. مهند حسن كلخ.
5. آلاء مصطفى كلخ.
6. مهدي مصطفى كلخ.
7. شام معاذ كلخ.
8. حمدي معاذ كلخ.
9. إسراء حمدي كلخ.
10. هيا مهدي كلخ.